# علي فدوي

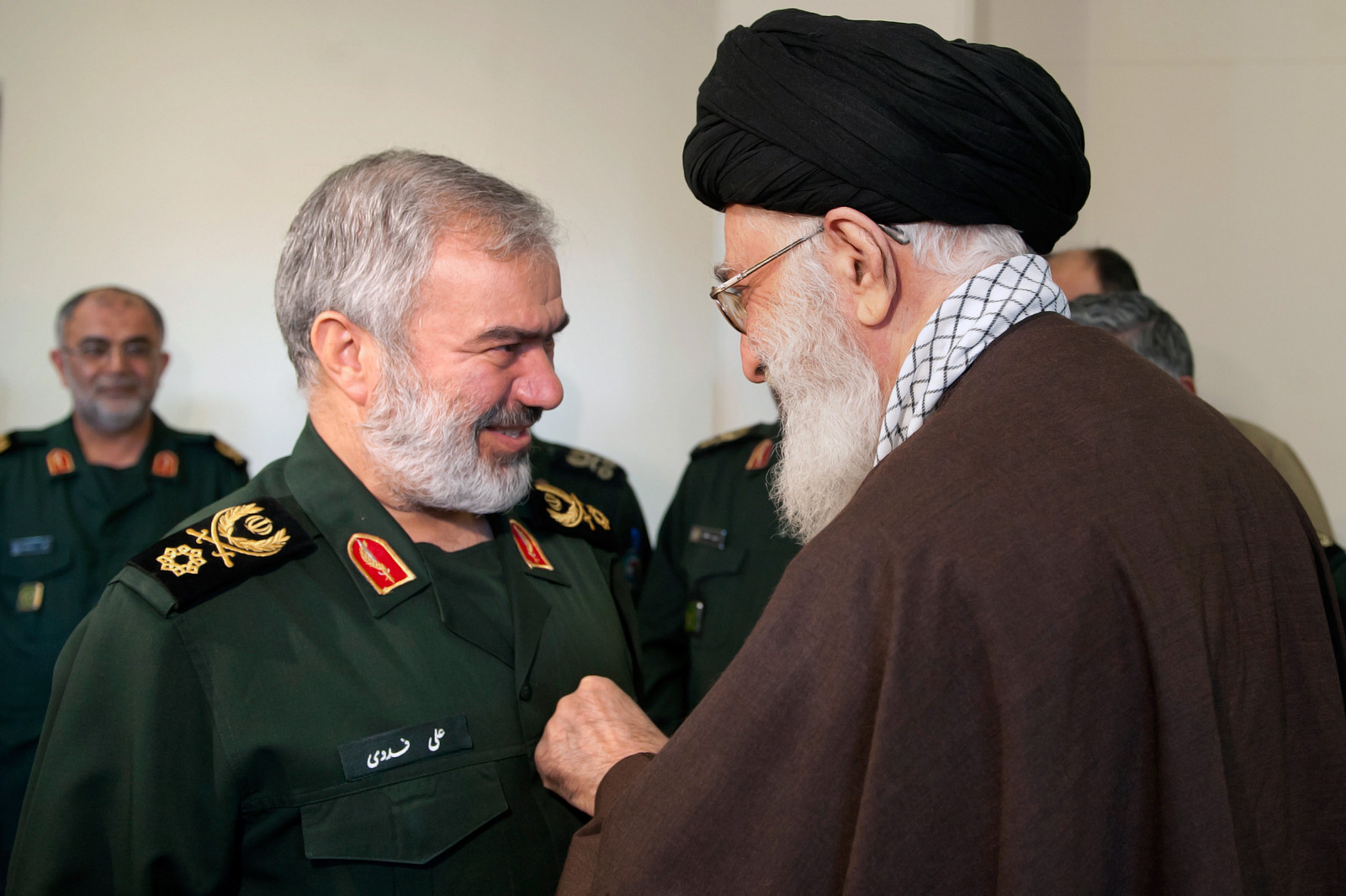
إعطاء وسام الفتح بواسطة سيد علي خامنئي قائد الجمهورية الإسلامية في إيران إلي علي فدوي

علي فدوي (بالفارسية: علي فدوي) هو قائد القوة البحرية لحرس الثورة الإسلامية في إيران. تم تعيينه لهذا المنصب في عام 2011 عبر حكم القائد العام للقوات المسلحة الإيرانية سيد علي خامنئي.

## تلقي وسام الفتح
في 31 يونيو 2016 تلقي العميد علي فدوي و 4 من ضباط حرس الثورة الإسلامية الذين بادروا باعتقال الجنود الأميركيين المنتهكين للحدود الإيرانية في الخليج العربي وسام الفتح من قائد الثورة الإسلامية سيد علي خامنئي. وكذلك وافق الخامنئي مع ترقية الدرجة لسائر القادة والعاملين الذين قد شاركوا في هذه العملية.
| مناصب عسكرية            | مناصب عسكرية                                                               | مناصب عسكرية         |
| ----------------------- | -------------------------------------------------------------------------- | -------------------- |
| سبقه حسين سلامي         | نائب قائد الحرس الثوري الإيراني 1 مايو 2019– الحالي                        | الحالي               |
| سبقه جمال الدين أبرومند | نائب منسق الحرس الثوري 23 أغسطس 2018–1 مايو 2019                           | تبعه محمد رضا نقدي   |
| سبقه مرتضى صفاري        | قائد في القوة البحرية لحرس الثورة الإسلامية 3 مايو 2010–23 أغسطس 2018      | تبعه علي رضا تنكسيري |
| سبقه غير معروف          | الرجل الثاني في قيادة القوة البحرية لحرس الثورة الإسلامية 1997–3 مايو 2010 | تبعه غير معروف       |